# Systomus orphoides
Cá đỏ mang (Danh pháp khoa học: Systomus orphoides) là một loài cá thuộc Systomus trong họ cá chép bản địa của Đông Nam Á. Chúng là loài cá có giá trị thương mại.

## Đặc điểm
Chúng có thể dài đến 25 xentimét (9,8 in), thân cá tròn, sáng bạc, phần lưng thẫm ánh xanh; có một đốm đỏ trên nắp mang và một đốm đen trên gốc vây đuôi, dẹp bên, đầu nhỏ, hơi dẹp bên, mõm ngắn, miệng trước, rạch miệng xiên, gốc miệng chạm đường thẳng đứng viền trước mắt. Có hai đôi râu, râu mõm tương đương với đường kính mắt, mắt nhỏ hơi lệch về nửa trên của đầu.
Vây lưng có khởi điểm hơi sau khởi điểm vây bụng, tia đơn cuối hóa xương và phía sau có răng cưa mịn, tia đơn cuối vây hậu môn mềm và trơn bóng, vây đuôi phân thùy sâu, vẩy tròn to, có một hàng vẩy phủ trên gốc vây lưng, hai hàng vẩy phủ lên gốc vây hậu môn và ba hàng vẩy phủ lên gốc vây đuôi, đường bên hoàn toàn từ mép trên lỗ mang hơi cong xuống trục giữa thân và chấm dứt giữa gốc vây đuôi, vây ngực vàng da cam, các vây khác đỏ da cam, rìa trên và dưới của vây đuôi có màu đen thành sọc dài.